# Thorvald Bindesbøll Medaljen
Thorvald Bindesbøll Medaljen er en dansk hædersbevisning, der uddeles af Det Kongelige Akademi for de Skønne Kunster. Den er opkaldt efter arkitekten og kunsthåndværkeren Thorvald Bindesbøll.
Medaljør Frode Bahnsen udførte i 1982 stemplerne til medaljen efter maleren Poul Gernes' model. Medaljen blev første gang tilkendt i 1981.

## Modtagere
- 1981 Arkitekten Keld Helmer-Petersen
- 1981 Keramiker Gertrud Vasegaard
- 1982 Væveren Kim Naver
- 1983 Arkitekten Grethe Meyer
- 1983 Billedhuggeren Arje Griegst
- 1983 Designer Jacob Jensen
- 1984 Keramiker Lisa Engquist
- 1985 Keramiker Erik Nyholm
- 1985 Maleren Gutte Eriksen
- 1985 Fotografen Viggo Rivad
- 1986 Arkitekten Claus Achton Friis
- 1986 Keramiker Lisbeth Munch-Petersen
- 1988 Arkitekten Klavs Helweg-Larsen
- 1991 Designer Ole Palsby
- 1991 Maleren Ruth Malinowski
- 1992 Fotograf Rigmor Mydtskov
- 1993 Arkitekten Myre Vasegaard
- 1994 Arkitekten Ursula Munch-Petersen
- 1994 Fotograf Kirsten Klein
- 1994 Grafiker Austin Grandjean
- 1994 Grafiker Erik Ellegaard Frederiksen
- 1996 Arkitekten Erik Magnussen
- 1996 Arkitekten Ole Søndergaard
- 1996 Designer Per Mollerup
- 1997 Arkitekten Puk Lippmann
- 1997 Maleren Bente Hansen
- 1998 Arkitekten Jens Lindhe
- 1998 Tekstildesigner Vibeke Riisberg
- 1999 Designer Nanna Ditzel
- 1999 Fotograf Krass Clement
- 2000 Arkitekten Jens Møller-Jensen
- 2001 Arkitekten Bodil Manz
- 2002 Kobbertrykker Niels Borch Jensen
- 2002 Litograf Peter Bramsen
- 2002 Litograf Peter Johansen
- 2003 Arkitekten og Keramikeren Jane Reumert
- 2003 Bogtilrettelægger og designer Michael Jensen
- 2004 Designer Ole Jensen
- 2005 Arkitekten Jette Valeur Gemzøe
- 2007 Arkitekten Louise Campbell
- 2008 Bronzestøber Peter Jensen
- 2011 Arkitekten Ove Rix og arkitekten Cecilie Manz
- 2012 Designeren Carl-Henrik Kruse Zakrisson  og  arkitekten Kasper Salto
- 2013 (ikke uddelt)
- 2014 Designeren Bo Linnemann
- 2015 Komplot Design ved Boris Berlin og Poul Christiansen
- 2016 Grafisk designer Åse Eg, designer Henrik Vibskov og arkitekten Teit Weylandt
- 2017 Keramiker Karen Bennicke og arkitekt Cecilie Bendixen
- 2018 Billedkunstner Thomas Poulsen (FOS)
- 2019 Keramiker Anne Tophøj
- 2020 Ikke uddelt
- 2021 Ikke uddelt
- 2022 Arkitekt Bodil Kjær
- 2023 Billedkunstnerne Randi Jørgensen og Katrine Malinovsky samt arkitekt og designer Niels Gammelgaard
- 2025 Kunstnergruppen Superflex og billedkunstner Kenneth Balfelt